# 무궁화의 날
무궁화의 날은 2007년도부터 대한민국의 나라꽃 무궁화를 기념하기 위하여 민간단체의 주도로 제정한 날이다. 기념일은 8월 8일이다. 옆으로 누운 8자가 무한대(∞)의 무궁(無窮)을 상징한다는 의미에서 8월 8일로 지정됐다. 현재 대한민국 국회에 국화 법제화 추진과 함께 추진되고 있을 뿐 정부 공식 기념일은 아니다.